# William Unek
William Unek († Februar 1957) war ein afrikanischer Massenmörder, der bei zwei separaten Amokläufen 57 Menschen in Belgisch-Kongo und dem britischen Treuhandgebiet Tanganjika tötete. Unek arbeitete als Polizeikonstabler für die belgischen Kolonialbehörden.

## Leben

### Die Verbrechen
Unek arbeitete als Police Constable oder Polizeisoldat im Belgisch-Kongo. Am 1. Januar 1954 ermordete er während seines ersten Amoklaufes nahe dem Ort Mahagi 21 Menschen mit einer Axt. Anschließend floh er in das unter Treuhandverwaltung der Vereinten Nationen stehende Britisch-Tanganjika – das heutige Tansania.
Offenbar waren es Meinungsverschiedenheiten mit seinem Vorgesetzten, die Unek in den frühen Morgenstunden des 11. Februar 1957 zu einem zweiten Amoklauf veranlassten. Ausgerüstet mit einem gestohlenen Polizeigewehr des Typ Lee-Enfield, 50 Schuss Munition und erneut einer Axt begann er in Malampaka, einem Dorf etwa 65 Kilometer südöstlich von Mwanza. Innerhalb von zwölf Stunden erschoss Unek zehn Männer, acht Frauen und acht Kinder, tötete fünf weitere Männer mit der Axt, erstach einen anderen, verbrannte zwei Frauen und ein Kind und erwürgte ein 15-jähriges Mädchen. Insgesamt fielen ihm 36 Menschen zum Opfer. Unter den Toten war auch seine eigene Frau, die er in der gemeinsamen Hütte getötet hatte. Anschließend steckte er das Gebäude in Brand. Ebenso tötete er die Frau eines Polizei-Sergeanten.

### Jagd auf Unek
William Unek wechselte nach dem zweiten Amoklauf seine Polizeiuniform gegen Kleidung, die er von seinen Opfern gestohlen hatte. Anschließend flüchtete er und wurde neun Tage lang von Stammesmitgliedern der Wasukuma, Polizisten und eventuell auch einer Kompanie der King’s African Rifles gesucht. Es war die größte Personenfahndung in der Geschichte Tanganjikas bis zu jenem Zeitpunkt.
Obwohl sogar Fährtenhunde und Flugzeuge eingesetzt wurden und auch eine Belohnung über 350 Dollar ausgesetzt war, gelang es Unek zunächst, sich dem Zugriff durch seine Verfolger zu entziehen. Auf der Suche nach Lebensmitteln tauchte er schließlich bei Lymumbu ben Ikumu auf, der nur etwa drei Kilometer außerhalb Malampaka lebte. Als Iymumbu dies anschließend der Polizei meldete, bat diese ihn, Unek im Falle einer Rückkehr hinzuhalten, bei sich im Haus zu versorgen und gleichzeitig die Ordnungshüter zu informieren. Tatsächlich stattete der Verbrecher – noch immer bewaffnet – ihm am nächsten Tag um 1 Uhr nachts einen weiteren Besuch ab. Iymumbu sandte seine Ehefrau, um die Polizei zu alarmieren. Inzwischen gab er Unek etwas zu essen und verwickelte ihn für fast zwei Stunden in ein Gespräch, bis Polizisten erschienen. Dann floh er aus seiner Hütte und ein Superintendent warf eine Rauchgranate hinein, woraufhin die Behausung Feuer fing. William Unek wurde verwundet, als er versuchte, abermals vor der Festnahme zu flüchten. Er erlag später im Krankenhaus seinen Verletzungen.
Lymumbu ben Ikumu erhielt eine finanzielle Entschädigung über 125 britischen Pfund (inflationsbereinigt £3.206,85) zugesprochen und wurde für seinen Mut mit der British-Empire-Medaille ausgezeichnet.

## Gedenken
Aufgrund der Morde wurde eine Spendenaktion gestartet, um den Angehörigen der Getöteten zu helfen. Auch wurde eine Entbindungsklinik zu Ehren von Uneks Opfern erbaut.